# Arrondissement Jonzac
Das Arrondissement Jonzac ist eine Verwaltungseinheit des Départements Charente-Maritime in der französischen Region Nouvelle-Aquitaine. Unterpräfektur ist Jonzac.
Es umfasst 129 Gemeinden in vier Kantonen (Wahlkreisen).

## Kantone
1. Jonzac
2. Pons
3. Les Trois Monts
4. Thénac (mit 4 von 25 Gemeinden)

## Gemeinden
| 1. Agudelle (17002)                     | 2. Allas-Bocage (17005)                | 3. Allas-Champagne (17006)               | 4. Archiac (17016)                      |
| 5. Arthenac (17020)                     | 6. Avy (17027)                         | 7. Bedenac (17038)                       | 8. Belluire (17039)                     |
| 9. Biron (17047)                        | 10. Bois (17050)                       | 11. Boisredon (17052)                    | 12. Boresse-et-Martron (17054)          |
| 13. Boscamnant (17055)                  | 14. Bougneau (17056)                   | 15. Bran (17061)                         | 16. Brie-sous-Archiac (17066)           |
| 17. Brives-sur-Charente (17069)         | 18. Bussac-Forêt (17074)               | 19. Celles (17076)                       | 20. Cercoux (17077)                     |
| 21. Chadenac (17078)                    | 22. Chamouillac (17081)                | 23. Champagnac (17082)                   | 24. Champagnolles (17084)               |
| 25. Chartuzac (17092)                   | 26. Chatenet (17095)                   | 27. Chaunac (17096)                      | 28. Chepniers (17099)                   |
| 29. Chevanceaux (17104)                 | 30. Cierzac (17106)                    | 31. Clam (17108)                         | 32. Clérac (17110)                      |
| 33. Clion (17111)                       | 34. Consac (17116)                     | 35. Corignac (17118)                     | 36. Coulonges (17122)                   |
| 37. Courpignac (17129)                  | 38. Coux (17130)                       | 39. Échebrune (17145)                    | 40. Expiremont (17156)                  |
| 41. Fléac-sur-Seugne (17159)            | 42. Fontaines-d’Ozillac (17163)        | 43. Germignac (17175)                    | 44. Givrezac (17178)                    |
| 45. Guitinières (17187)                 | 46. Jarnac-Champagne (17192)           | 47. Jonzac (17197)                       | 48. Jussas (17199)                      |
| 49. La Barde (17033)                    | 50. La Clotte (17113)                  | 51. La Genétouze (17173)                 | 52. Le Fouilloux (17167)                |
| 53. Le Pin (17276)                      | 54. Léoville (17204)                   | 55. Lonzac (17209)                       | 56. Lorignac (17210)                    |
| 57. Lussac (17215)                      | 58. Marignac (17220)                   | 59. Mazerolles (17227)                   | 60. Mérignac (17229)                    |
| 61. Messac (17231)                      | 62. Meux (17233)                       | 63. Mirambeau (17236)                    | 64. Montendre (17240)                   |
| 65. Montguyon (17241)                   | 66. Montlieu-la-Garde (17243)          | 67. Mortiers (17249)                     | 68. Mosnac (17250)                      |
| 69. Neuillac (17258)                    | 70. Neulles (17259)                    | 71. Neuvicq (17260)                      | 72. Nieul-le-Virouil (17263)            |
| 73. Orignolles (17269)                  | 74. Ozillac (17270)                    | 75. Pérignac (17273)                     | 76. Plassac (17279)                     |
| 77. Polignac (17281)                    | 78. Pommiers-Moulons (17282)           | 79. Pons (17283)                         | 80. Pouillac (17287)                    |
| 81. Réaux sur Trèfle (17295)            | 82. Rouffignac (17305)                 | 83. Saint-Aigulin (17309)                | 84. Saint-Bonnet-sur-Gironde (17312)    |
| 85. Saint-Ciers-Champagne (17316)       | 86. Saint-Ciers-du-Taillon (17317)     | 87. Saint-Dizant-du-Bois (17324)         | 88. Saint-Dizant-du-Gua (17325)         |
| 89. Sainte-Colombe (17319)              | 90. Sainte-Lheurine (17355)            | 91. Sainte-Ramée (17390)                 | 92. Saint-Eugène (17326)                |
| 93. Saint-Fort-sur-Gironde (17328)      | 94. Saint-Genis-de-Saintonge (17331)   | 95. Saint-Georges-Antignac (17332)       | 96. Saint-Georges-des-Agoûts (17335)    |
| 97. Saint-Germain-de-Lusignan (17339)   | 98. Saint-Germain-de-Vibrac (17341)    | 99. Saint-Germain-du-Seudre (17342)      | 100. Saint-Grégoire-d’Ardennes (17343)  |
| 101. Saint-Hilaire-du-Bois (17345)      | 102. Saint-Léger (17354)               | 103. Saint-Maigrin (17357)               | 104. Saint-Martial-de-Mirambeau (17362) |
| 105. Saint-Martial-de-Vitaterne (17363) | 106. Saint-Martial-sur-Né (17364)      | 107. Saint-Martin-d’Ary (17365)          | 108. Saint-Martin-de-Coux (17366)       |
| 109. Saint-Médard (17372)               | 110. Saint-Palais-de-Négrignac (17378) | 111. Saint-Palais-de-Phiolin (17379)     | 112. Saint-Pierre-du-Palais (17386)     |
| 113. Saint-Quantin-de-Rançanne (17388)  | 114. Saint-Seurin-de-Palenne (17398)   | 115. Saint-Sigismond-de-Clermont (17402) | 116. Saint-Simon-de-Bordes (17403)      |
| 117. Saint-Sorlin-de-Conac (17405)      | 118. Saint-Thomas-de-Conac (17410)     | 119. Salignac-de-Mirambeau (17417)       | 120. Salignac-sur-Charente (17418)      |
| 121. Semillac (17423)                   | 122. Semoussac (17424)                 | 123. Soubran (17430)                     | 124. Souméras (17432)                   |
| 125. Sousmoulins (17433)                | 126. Tugéras-Saint-Maurice (17454)     | 127. Vanzac (17458)                      | 128. Vibrac (17468)                     |
| 129. Villexavier (17476)                |                                        |                                          |                                         |

## Neuordnung der Arrondissements 2017

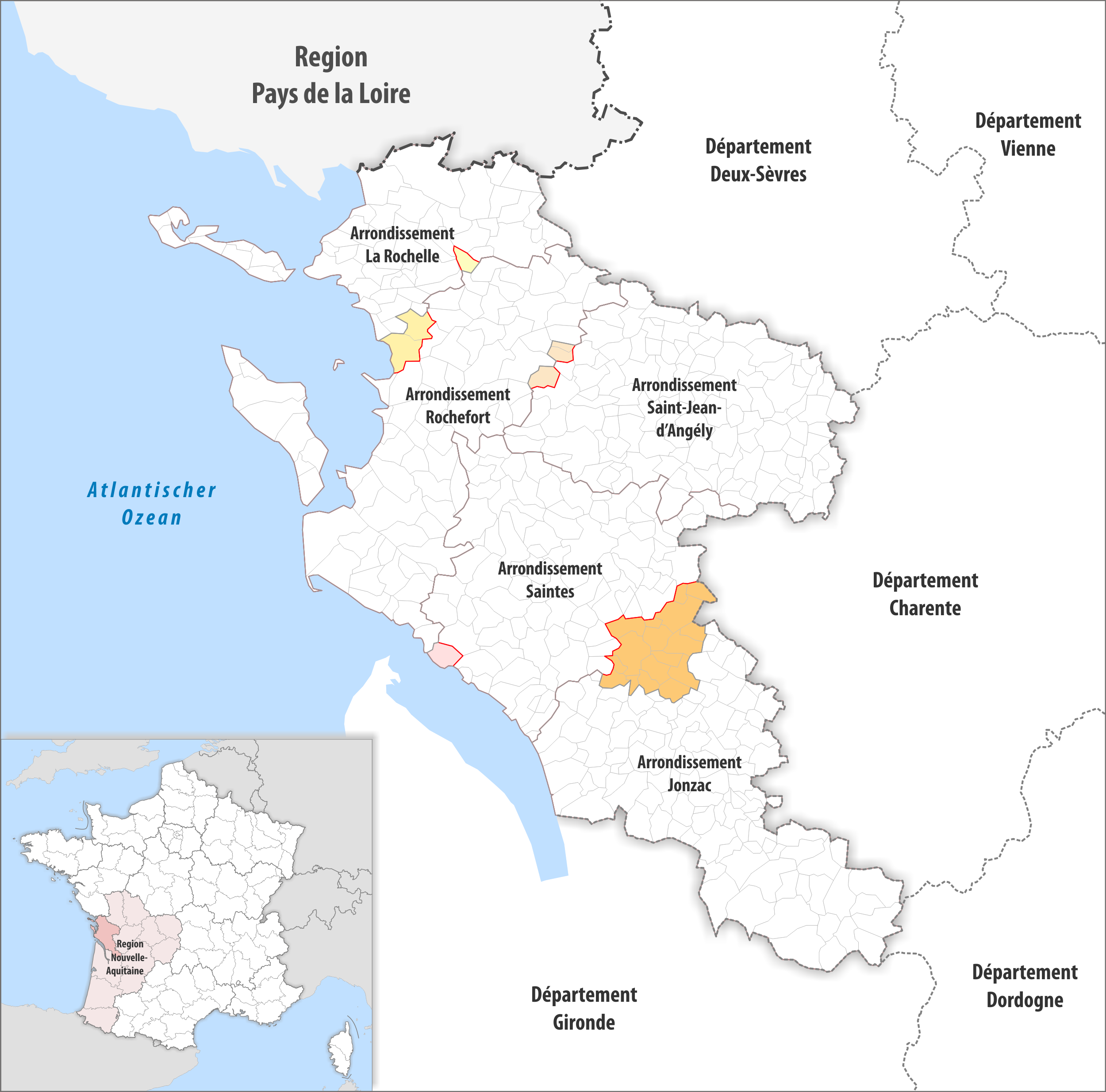
Arrondissementsanpassungen im Jahr 2017

Durch die Neuordnung der Arrondissements im Jahr 2017 wurde aus dem Arrondissement Saintes die Fläche der 17 Gemeinden Avy, Belluire, Biron, Bougneau, Brives-sur-Charente, Chadenac, Coulonges, Échebrune, Fléac-sur-Seugne, Marignac, Mazerolles, Pérignac, Pons, Saint-Léger, Saint-Quantin-de-Rançanne, Saint-Seurin-de-Palenne und Salignac-sur-Charente dem Arrondissement Jonzac zugewiesen.

## Ehemalige Gemeinden seit der landesweiten Neuordnung der Kantone
- Bis 2015: Moings, Réaux, Saint-Maurice-de-Tavernole